# Hubert Stapelfeldt
Hubert Stapelfeldt (* 19. April 1941; † 26. Oktober 2017 in Hamburg) war ein deutscher Fußballspieler, der als Aktiver des Hamburger SV im Spieljahr 1962/63 den DFB-Pokal gewonnen hat.

## Laufbahn

### Hamburger SV, bis 1965
In der Saison 1958/59 wurde der talentierte Defensivspieler am 8. März beim Freundschaftsspiel in Coburg gegen Österreich erstmals in die DFB-Jugendauswahl „A“ berufen. Beim 3:0-Sieg der deutschen Nachwuchsspieler hatte er die Rolle des Mittelläufers inne und Peter Kunter hütete das Tor. Ende März/Anfang April gehörte er neben Anton Regh, Karl-Heinz Bente, Werner Ipta, Gustav Flachenecker, Ernst Kreuz und Alfred Heiß dem DFB-Aufgebot für das UEFA-Turnier in Bulgarien an. Stapelfeldt kam in allen drei Gruppenspielen gegen Jugoslawien (1:0), Bulgarien (0:2) und Holland (1:0) zum Einsatz.
Trainer Günter Mahlmann brachte das talentierte Eigengewächs erstmals in der Hinrunde der Serie 1960/61 am 19. Oktober 1960 beim 1:0-Heimerfolg gegen Holstein Kiel in der Fußball-Oberliga Nord zum Einsatz. Er bildete dabei mit Jürgen Kurbjuhn das Verteidigerpaar. Er absolvierte in seiner ersten Oberligarunde insgesamt 8 Ligaspiele und konnte damit seinen ersten Meistertitel in der Oberliga Nord feiern. Am Rundenende wurde er vom DFB für die U23-Nationalmannschaft nominiert, die am 13. Mai 1961 in Waterschei gegen Belgien ein Länderspiel austrug. Stapelfeldt spielte beim 3:1-Erfolg der DFB-Elf auf seiner gewohnten Stopperposition und Günter Bernard hütete das Tor. Im zweiten Jahr, 1961/62, kamen für ihn lediglich zwei weitere Oberligaeinsätze, gegen den VfR Neumünster und den Bremers SV, hinzu. Im letzten Jahr des alten Oberligasystems, 1962/63, wurde beim HSV unter Trainer Martin Wilke der Wechsel vom langjährigen Stopper Jochenfritz Meinke, hin zu Hubert Stapelfeldt vollzogen. Meinke absolvierte seine letzten 17 Oberligaeinsätze und sein Nachfolger kam in 13 Spielen zum Zuge. Darunter auch das letzte Spiel der Oberliga-Ära am 29. April 1963, als die Rothosen das Heimspiel mit 1:3 Toren gegen Hannover 96 verloren.
In der Endrunde um die deutsche Fußballmeisterschaft 1963 absolvierte Stapelfeldt alle sechs Partien gegen Borussia Neunkirchen, 1860 München und Borussia Dortmund. Die Standardläuferreihe war mit Jürgen Werner, Stapelfeldt und Dieter Seeler besetzt. Insgesamt absolvierte er von 1960 bis 1963 für den Hamburger SV 23 Oberligaspiele.
Die Entscheidung im DFB-Pokal des Jahres 1963 wurde unmittelbar vor dem Rundenstart der neu eingeführten Fußball-Bundesliga, 1963/64, ausgespielt. Stapelfeldt war der Mittelläufer des HSV in den Spielen gegen Bayern Hof, 1. FC Saarbrücken, Wuppertaler SV und auch im Finale am 14. August 1963 in Hannover gegen den amtierenden Deutschen Meister Borussia Dortmund. Die Hamburger gewann durch drei Tore von Uwe Seeler mit 3:0 Toren den Pokal.
Mit dem Schwung aus dem Pokal ging der norddeutsche Rekordmeister die Herausforderung der neuen Bundesliga an. Nach neun Spieltagen stand der HSV mit 13:5 Punkten in der Debütsaison auf dem zweiten Tabellenplatz und Stapelfeldt war in allen Spielen im Einsatz gewesen. Ab dem elften Spieltag übernahm aber Willi Giesemann die Mittelläuferrolle und Stapelfeldt konnte am Rundenende nur 14 Einsätze vorweisen. Neben der Bundesliga kam er in drei Spielen im Europapokal der Pokalsieger gegen Union Sportive Luxemburg und Olympique Lyon zum Einsatz. Im zweiten Bundesligajahr, 1964/65, kam lediglich noch das Startspiel am 22. August 1964 hinzu, als er unter Trainer Georg Gawliczek und mit seinen Defensivkollegen Horst Schnoor, Lothar Kröpelin, Jürgen Kurbjuhn, Harry Bähre und Peter Wulf im Heimspiel gegen den VfB Stuttgart ein 2:2-Remis erreichte.

### Trier, 1965 bis 1966
Stapelfeldt nahm zur Runde 1965/66 ein Angebot von Eintracht Trier aus der Fußball-Regionalliga Südwest an und wechselte von der Elbe an die Mosel. Unter Trainer Janos Gerdov übernahm er seine angestammte Stopperrolle und war in den ersten sieben Rundenspielen für die Eintracht im Einsatz. Am 3. Oktober 1965 verletzte er sich aber beim Auswärtsspiel gegen den Ludwigshafener SC so schwer, dass er zukünftig kein Verbandsspiel mehr für Trier bestreiten konnte und seine Spielerlaufbahn beenden musste.
Er kehrte nach Hamburg zurück und war in späteren Jahren als Trainer beziehungsweise Manager unter anderem beim Elmshorner MTV, Altona 93, der Hausbruch-Neugrabener Turnerschaft (HNT) (bis 1985) sowie Komet Blankenese (ab 1987) tätig. Beruflich war er als Betriebsratsvorsitzender von Edeka Hamburg beschäftigt. Er ruht in einer Gemeinschaftsgrabstätte auf dem Friedhof Blankenese.